# Franja Golob
Golob Franja (Podmelec , Eslovenia, 8 de marzo de 1908 - Buenos Aires, 13 de enero de 1984) fue una contralto, cantante de ópera y concertista eslovena que se radicó en Argentina luego de la Segunda Guerra Mundial.

## Biografía
Nació el 8 de marzo de 1908 en Podmelec, dentro del municipio de Tolmin (en ese entonces, parte del imperio Austro-Húngaro, en la actual Eslovenia). Era hija de un padre ferroviario y su madre era ama de casa. En 1928 su familia se trasladó a Liubliana, donde completo su educación secundaria y la escuela normal para maestros.
Si bien su gusto por el canto comenzó en el ámbito familiar, estudio música y canto. Ya en julio de 1925 había participado de una gira con un coro mixto de las escuelas normales por Dalmacia. En1930 realizó su primer concierto como estudiante de conservatorio, y en 1932 debutó en la Ópera de Liubliana; y al año siguiente se miembro permanente de la Ópera Estatal de Liubliana, donde permaneció hasta finales de 1937.
En estos años participó en varios festivales de música, realizando interpretaciones solitas y en grupo. En junio de 1936 participó en el concurso internacional de canto de Viena, donde fue distinguida con una medalla de plata. En 1937 obtuvo una beca para perfeccionarse en Roma; luego fue invitada para participar en la Ópera de Chicago (Estados Unidos), pero el estallido de la Segunda Guerra Mundial frustró el viaje. Entre 1940 y 1941 estuvo en la Ópera Estatal de Belgrado, y entre 1941 y 1945 en la Ópera de Liubliana. En julio de 1945 se exilió en Roma, donde participó en emisiones radiales y dando recitales como solista. Vivió allí hasta diciembre de 1947 cuando se mudó a la Argentina.

## Vida en Argentina
En enero de 1948 emigró a Buenos Aires, y si bien al comienzo le costó instalarse, finalmente logró establecerse; integrándose en la comunidad eslovena que se había radicado en el país. Entre 1950 y 1959 se consolidó como una de las contraltos más reconocidas y apreciadas del panorama concertístico argentino. Recorrió parte del país brindando recitales en ciudades como La Plata y Córdoba. Cantó en diversos teatros, como Teatro Colón, donde estuvo bajo la dirección Mariano Drago (en esloveno, Marjan Drago Šijanec). También cantó en el Teatro Nacional Cervantes, Teatro Metropolitan, Teatro Broadway, Teatro Monumental y en el gran auditorio de la Facultad de Derecho. Realizó una serie de conciertos junto con José Osana, lo que le permitió a ambos consolidar sus reputaciones musicales. Interpretó obras de Verdi, Schumann, Brahms, Beethoven, Mendelssohn, Bach, Händel, Prokófiev, Debussy, Vivaldi, entre otros. Sus actuaciones fueron valoradas en la prestigiosa revista musical Buenos Aires Musical, la más influyente en el ámbito hispanohablante; también aparecieron referencias a sus conciertos en las revistas Lyra, Criterio, Opus, Saber vivir, Histonium, Mundo Argentino y Meddobje. 
Falleció el 13 de enero de 1984 en Buenos Aires.